# Bolondító beléndek
A bolondító beléndek (Hyoscyamus niger) a mérsékelt égövi Ázsiában, az Indiai-szubkontinensen, Észak-Afrikában, de Európában is termő egyéves vagy áttelelő lágyszárú növényfaj; a burgonyafélék (Solanaceae) családjába tartozó, gyom- és gyógynövény.

## Élőhely
A 40–60 cm magas, ágas, szőrös növény főleg parlagokon, szántókon fordul elő, de a fokozott gyomirtó használat miatt erősen megritkult. Nemzetségének egyetlen képviselője a Kárpát-medencében. Nem védett.

## Hatóanyagai
Az átható szagú, frissen és szárítva is mérgező növény gyógyászati hatóanyagait 
a leveléből (Hyoscyami folium) vonják ki, többek között 0,1 % körüli alkaloidot (0,04 % hioszciamint), szkopolamint és atropint tartalmaz. Ez utóbbi többek között pupillatágításra használatos, mert gátolja a paraszimpatikus idegrendszer működését.

## Jellemzők

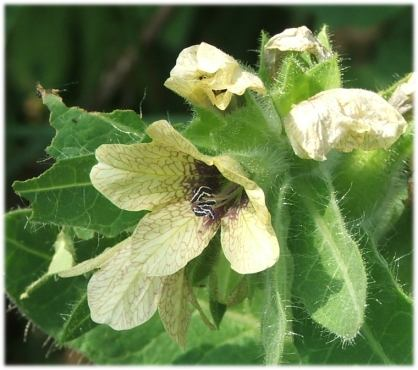
Beléndek virága

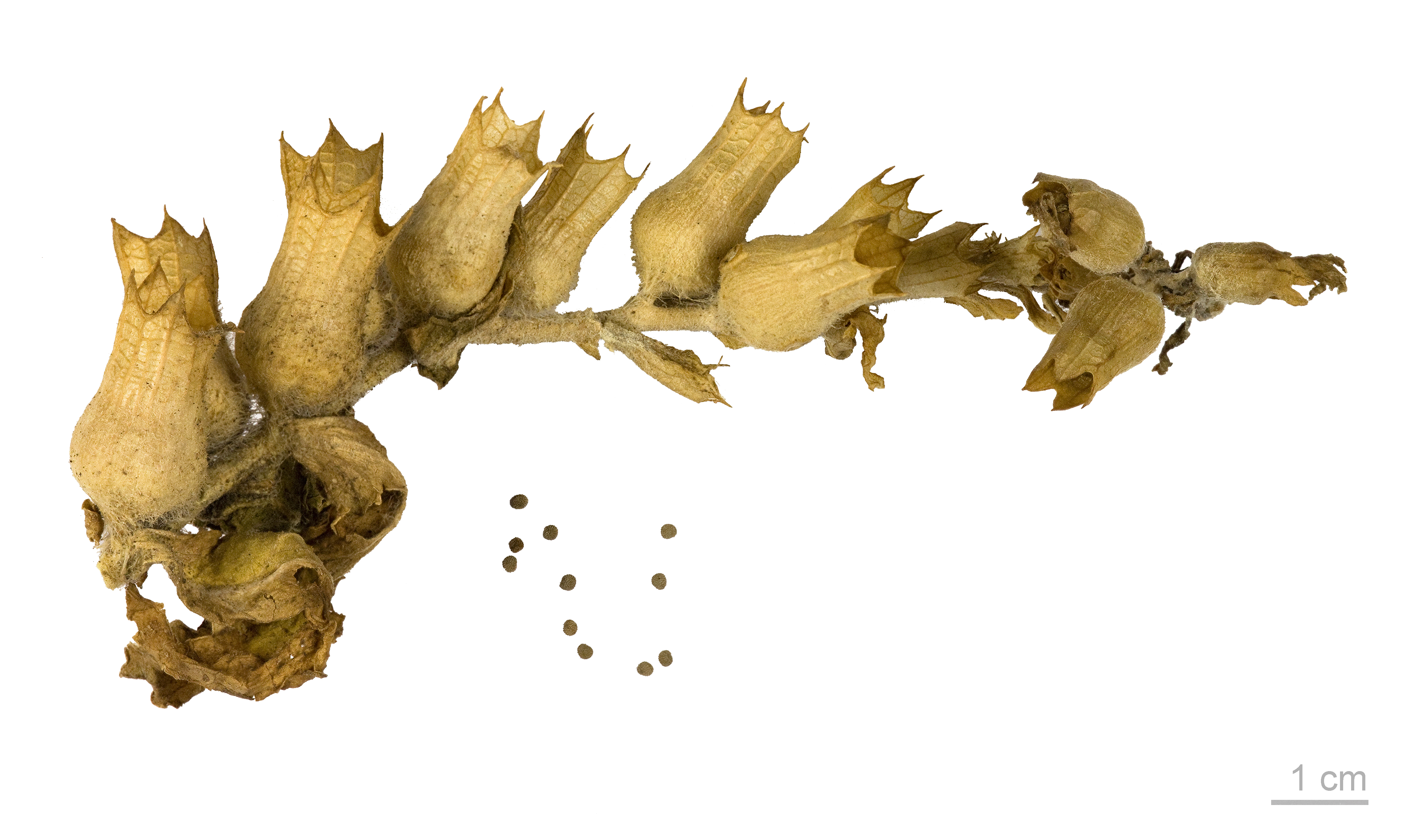
Beléndek termése (Hyoscyamus niger)

Az egész növény ragadós, bozontos szőrű.
- A virág ülő, 2–3 cm átmérőjű, szennyes sárga alapon ibolyás erezetű. A virágzat egyoldalas füzér. Virágzás: május-augusztus.
- Termése szabályos fedővel nyíló tok.
- Levelei ülők, öblös-kanyargós szélűek.